# Стенжаричівська сільська рада
Стенжа́ричівська сільська́ ра́да — колишня адміністративно-територіальна одиниця та орган місцевого самоврядування в Володимир-Волинському районі Волинської області. Адміністративний центр — село Стенжаричі.
Згідно з рішенням Волинської обласної ради № 36/6 від 14 серпня 2015 року сільська рада увійшла до складу Устилузької об'єднаної міської територіальної громади з центром у місті Устилуг Володимир-Волинського району Волинської області.
Припинила існування 3 листопада 2015 року. Натомість утворено Стенжаричівський старостинський округ при Устилузькій міській громаді.

## Загальні відомості
Станом на 2001 рік:
- Територія ради: 2,251 км²
- Населення ради: 808 осіб
- Дворів (квартир): 294, з них 2 нових (після 1991 р.)

## Населені пункти
Сільській раді були підпорядковані населені пункти:
- с. Стенжаричі
- с. Заболоття
- с. Турівка
- с. Полум'яне

## Населення
Згідно з переписом УРСР 1989 року чисельність наявного населення сільської ради становила 848 осіб, з яких 388 чоловіків та 460 жінок.
За переписом населення України 2001 року в сільській раді мешкало 795 осіб.

### Мова
Розподіл населення за рідною мовою за даними перепису 2001 року:
| Мова       | Відсоток |
| ---------- | -------- |
| українська | 99,13 %  |
| російська  | 0,87 %   |

## Господарська діяльність
В Стенжаричівській сільській раді працюють середня школа на 250 місць, дитячий садок, 2 клуби, бібліотека, 2 фельдшерсько-акушерських пункти, відділення зв'язку, АТС, 2 торговельних заклади.
На території сільської ради доступні такі телеканали: УТ-1, УТ-2, 1+1, Інтер, СТБ, Обласне телебачення. Радіомовлення здійснюють радіостанції: Радіо «Промінь», Радіо «Луцьк», Радіо «Світязь».
Села сільської ради газифіковані. Дороги з щебеневим покриттям в задовільному стані.

## Адреса сільської ради
44712, Волинська обл., Володимир-Волинський р-н, с. Стенжаричі, вул. Радянська, 24;

## Склад ради
Рада останнього скликання складалась з 12 депутатів та голови.
- Голова ради: Яльницький Анатолій Миколайович
- Секретар ради: Косинська Світлана Володимирівна

### Керівний склад попередніх скликань
| Прізвище, ім'я, по батькові     | Основні відомості                                                                          | Дата обрання | Дата звільнення |
| ------------------------------- | ------------------------------------------------------------------------------------------ | ------------ | --------------- |
| Киричук Михайло Каленикович     | Сільський голова, 1962 року народження, безпартійний                                       | 26.03.2006   | 31.10.2010      |
| Яльницький Анатолій Миколайович | Сільський голова, 1965 року народження, освіта вища, член політичної партії «Наша Україна» | 31.10.2010   | 25.10.2015      |

Примітка: таблиця складена за даними сайту Верховної Ради України

### Депутати VI скликання
За результатами місцевих виборів 2010 року депутатами ради стали:

#### За суб'єктами висування
| Суб'єкт висування                                       | Кількість обраних депутатів | %    |
| ------------------------------------------------------- | --------------------------- | ---- |
| Самовисування                                           | 7                           | 58,3 |
| Комуністична партія України                             | 2                           | 16,7 |
| Політична партія Всеукраїнське об'єднання «Батьківщина» | 2                           | 16,7 |
| Соціалістична партія України                            | 1                           | 8,3  |

#### За округами
| № округу                                                | Прізвище, ім'я, по батькові      | Дата визнання обраним | Освіта             | Партійна приналежність                        | Відомості про обраного депутата                     |
| ------------------------------------------------------- | -------------------------------- | --------------------- | ------------------ | --------------------------------------------- | --------------------------------------------------- |
| Комуністична партія України                             |                                  |                       |                    |                                               |                                                     |
| 6                                                       | Косинський Володимир Миколайович | 01.11.2010            | середня            | член Комуністичної партії України             | тимчасово не працює                                 |
| 11                                                      | Остапюк Леонід Володимирович     | 01.11.2010            | середня            | член Комуністичної партії України             | Стенжаричівське лісництво, вальщик                  |
| Політична партія Всеукраїнське об'єднання «Батьківщина» |                                  |                       |                    |                                               |                                                     |
| 4                                                       | Киричук Раїса Петрівна           | 01.11.2010            | середня спеціальна | член Всеукраїнського об'єднання «Батьківщина» | дошкільний навчальний заклад «Сонечко», завідувачка |
| 10                                                      | Демчук Михайло Михайлович        | 01.11.2010            | середня            | член Всеукраїнського об'єднання «Батьківщина» | тимчасово не працює                                 |
| Соціалістична партія України                            |                                  |                       |                    |                                               |                                                     |
| 3                                                       | Шуляк Олександр Якович           | 01.11.2010            | вища               | член Соціалістичної партії України            | тимчасово не працює                                 |
| Самовисування                                           |                                  |                       |                    |                                               |                                                     |
| 1                                                       | Фурманюк Світлана Василівна      | 01.11.2010            | вища               | член Партії регіонів                          | тимчасово не працює                                 |
| 2                                                       | Кравчук Надія Михайлівна         | 01.11.2010            | середня спеціальна | член Партії регіонів                          | соціальний працівник                                |
| 5                                                       | Фурманюк Микола Володимирович    | 01.11.2010            | середня спеціальна | член Партії регіонів                          | тимчасово не працює                                 |
| 7                                                       | Войтюк Юрій Анатолійович         | 01.11.2010            | вища               | позапартійний                                 | Стенжаричівське лісництво, лісничий                 |
| 8                                                       | Косінська Ольга Іванівна         | 01.11.2010            | середня спеціальна | член Партії регіонів                          | Стенжаричівське поштове відділення, начальник       |
| 9                                                       | Косинська Світлана Володимирівна | 01.11.2010            | середня спеціальна | позапартійна                                  | Стенжаричівська сільська рада, секретар             |
| 12                                                      | Бобкевич Віктор Степанович       | 01.11.2010            | середня            | член Партії регіонів                          | тимчасово не працює                                 |